# ميليسا بورتر
ميليسا بورتر (بالإنجليزية: Melissa Porter)‏ هي مقدمة تلفزيونية وممثلة بريطانية، ولدت في 18 ديسمبر 1972 في Wythenshawe ‏ في المملكة المتحدة.

## وصلات خارجية
- ميليسا بورتر على موقع IMDb (الإنجليزية)
- ميليسا بورتر على موقع قاعدة بيانات الفيلم (الإنجليزية)